# Johannes Rudbeck (museiman)
Johannes Reinhold Gustaf Rudbeck, född den 7 mars 1867 på Edsbergs slott, Sollentuna församling, Stockholms län, död den 30 januari 1935 på Tureberg i samma församling, var en svensk friherre, bibliognost och museiman. Han var son till Reinhold Rudbeck.
Rudbeck avlade mogenhetsexamen 1885 i Stockholm och examen till rättegångsverken 1891. Han blev vice häradshövding 1894, auditör vid Göta livgarde 1902 samt 1909 sekreterare i Generalpoststyrelsen och föreståndare för Postmuseum. Rudbeck var förste intendent i Generalpoststyrelsen 1917–1934. Han författade flera juridiska handböcker, utgav Svenska bokband under nyare tiden (I 1910, andra upplagan 1913; II 1913; III 1914) och Bibliotheca Rudbeckiana. Beskrivande förteckning över tryckta arbeten, vilka författats eller utgivits av medlemmar av släkten Rudbeckius-Rudbeck samt handla om dem eller deras skrifter (1918) samt publicerade många uppsatser av bokhistoriskt, postalt, frimureriskt och personhistoriskt innehåll i tidskrifter. På Rudbecks femtioårsdag den 7 mars 1917 tillägnades honom festskriften Bibliografiska studier. Han tilldelades Litteris et Artibus 1933. Rudbeck invaldes som ledamot av Samfundet för utgivande av handskrifter rörande Skandinaviens historia 1914. Han blev riddare av Vasaorden 1911, av Nordstjärneorden 1920 och av Carl XIII:s orden 1928 samt kommendör av andra klassen av Nordstjärneorden 1926. Rudbeck vilar på Sollentuna kyrkogård.